# Rezerwat przyrody Szumny Zdrój im. Kazimierza Sulisławskiego
Szumny Zdrój im. Kazimierza Sulisławskiego – leśny rezerwat przyrody w województwie kujawsko-pomorskim na Pojezierzu Dobrzyńskim.
Powołany w 1958 roku w celu zachowania ze względów naukowych i dydaktycznych fragmentu lasu mieszanego na Wysoczyźnie Dobrzyńskiej z rzadkimi i chronionymi gatunkami roślinności zielnej. Początkowo zajmował 4,75 ha, w 1981 roku został rozszerzony do obszaru 37,16 ha oraz nadano mu imię Kazimierza Sulisławskiego. Obecnie powierzchnia rezerwatu wynosi 37,04 ha, z czego 21,92 ha znajduje się pod ochroną ścisłą, a 15,12 ha pod ochroną czynną.
Patron rezerwatu, Kazimierz Sulisławski, był nadleśniczym, przyjacielem Leona Wyczółkowskiego wielokrotnie towarzyszącym mu w wyprawach malarskich, a po II wojnie światowej wojewódzkim konserwatorem przyrody w Bydgoszczy.

## Lokalizacja
Rezerwat przyrody Szumny Zdrój położony jest w gminie Górzno w powiecie brodnickim na terenie Górznieńsko-Lidzbarskiego Parku Krajobrazowego, na zboczu rynny jeziornej Jeziora Młyńskiego. Rezerwat leży na obszarze Nadleśnictwa Brodnica.

## Charakterystyka
Osobliwością przyrodniczą rezerwatu jest duża nisza źródliskowa, na której kamiennym dnie występuje mozaika małych potoków, wypływających z licznych źródeł i miejsc wysięku wody. Miejsca te porasta łęg jesionowo-olszowy z obficie rosnącym, kwitnącym w okresie maja, rzadkim gatunkiem górskim – czosnkiem niedźwiedzim. Zbocza niszy są strome, a nawet urwiste, porośnięte przez bogaty gatunkowo las klonowo-lipowy, nazywany także grądem zboczowym. Wokół niszy, na silnie pofalowanym terenie, występują lasy grądowe. Często można spotkać rośliny chronione – wawrzynka wilczełyko i lilię złotogłów. Od strony Jeziora Młyńskiego, w miejscach zabagnionych, występuje kompleks bagiennych lasów olszowych (olsów).
Przez teren rezerwatu prowadzi przyrodniczo-leśna ścieżka edukacyjna „Szumny Zdrój” wyposażona w wiele tablic tematycznych oraz wiatę edukacyjną.